# Gnatholepis cauerensis
Gnatholepis cauerensis é uma espécie de peixe da família Gobiidae e da ordem Perciformes.

## Subespécies
- Gnatholepis cauerensis australis (Randall & Greenfield, 2001)
- Gnatholepis cauerensis cauerensis (Bleeker, 1853)
- Gnatholepis cauerensis hawaiiensis (Randall & Greenfield, 2001)
- Gnatholepis cauerensis pascuensis (Randall & Greenfield, 2001) [2]